# Laguna Cumbal
La laguna Cumbal est un lac situé en Colombie, dans le département de Nariño.

## Géographie
La laguna Cumbal s'étend sur 2,11 km2 dans les municipalités de Cumbal et Guachucal. Elle est située à l'est du volcan Cumbal, qui l'aliment de par le biais de la fonte de ses glaces. 